# Chaetocladius elegans
Chaetocladius elegans är en tvåvingeart som beskrevs av Makarchenko 2001. Chaetocladius elegans ingår i släktet Chaetocladius och familjen fjädermyggor. Inga underarter finns listade i Catalogue of Life.